# Anestia ombrophanes
Espèce
Synonymes
- Thallarcha fuscogrisea Rothschild, 1913

Anestia ombrophanes est une espèce de lépidoptères (papillons) de la famille des Erebidae et de la sous-famille des Arctiinae.
On la trouve en Australie.
La femelle adulte est dépourvue d'ailes. La chenille se nourrit de lichens.